# Hexatoma farriana
Hexatoma farriana är en tvåvingeart som beskrevs av Alexander 1964. Hexatoma farriana ingår i släktet Hexatoma och familjen småharkrankar.
Artens utbredningsområde är Jamaica. Inga underarter finns listade i Catalogue of Life.